# Nils Unge
Nils Vilhelm Unge, född 20 april 1881 i Hedvig Eleonora församling i Stockholm, död 17 januari 1945 i Oscars församling i Stockholm, var en svensk ingenjör.
Nils Unge var son till överstelöjtnanten Wilhelm Theodor Unge och Selma Eleonora Lundström. Efter mogenhetsexamen vid Nya elementarskolan i Stockholm 1899 var han ordinarie elev vid Kungliga Tekniska Högskolan (KTH) 1900–1904 med avgångsexamen som civilingenjör från klassen M3. Han var assistent hos fadern i hans arbete med Unges lufttorped 1904–1905. Sedan följde anställningar vid Svenska AB Gasaccumulator 1905–1906 och 1911–1915. Under uppehållet 1906–1910 vistades han i USA. Nils Unge blev överingenjör vid Svenska AB Logg 1915. Han var ledamot av Svenska Teknologföreningen 1900–1902.
Han var från 1906 till sin död gift med Ester Matilda Olofsson och blev genom sonen Torsten Vilhelm Unge, också han civilingenjör, farfar till Bibbi Unge. Han är begravd i familjegrav på Norra begravningsplatsen utanför Stockholm.